# Al-Ghat
Al-Ghat (en árabe: الغاط‎) es una localidad de Arabia Saudita, en la región de Riad.

## Demografía
Según estimación 2010 contaba con 8101 habitantes.
- Datos: Q4164569
- Multimedia: Al-Ghat / Q4164569

1. 1 2  Word Gazetteer. (enlace roto disponible en Internet Archive; véase el historial, la primera versión y la última).